# USS Monterey (CG-61)
USS Monterey (CG-61) petnaesta je raketna krstarica klase Ticonderoga u službi američke ratne mornarice i četvrti brod koji nosi to ime.

## Vanjske poveznice
- monterey.navy.mil  Arhivirana inačica izvorne stranice od 5. lipnja 2010. (Wayback Machine)